# Ad Visser

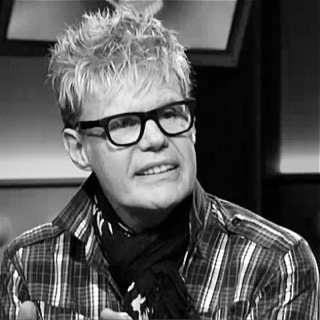
Ad Visser (2011)

Ad Visser (Amsterdam, 28 aprile 1947) è un conduttore televisivo e cantante olandese.

## Biografia
Ha esordito come conduttore televisivo nel 1970 con il programma musicale Toppop per poi intraprendere parallelamente una carriera da cantante, incidendo diversi dischi, a partire dal 1981, per varie etichette tra cui la Universal. Ha collaborato con il cantante indonesiano Daniel Sahuleka, nel 1983, per il singolo Giddyap a gogo e per Adventure (Restless Breed)

## Discografia

### Album
- 1981 - Het geheim van de wonderbaarlijke kubus
- 1982 - Sobriëtas
- 1983 - Adventure
- 1987 - Hi-tec Heroes
- 1995 - Ad Visser's Brainsessions
- 1997 - Ad Visser's Brainsessions, Vol. 2
- 1999 - Ad Visser's Kamasutra Experience